# مدالیون
مدالیون (به انگلیسی: The Medallion) فیلمی محصول سال ۲۰۰۳ به کارگردانی گوردون چان است. در این فیلم جکی چان، لی اوانز، کلر فورلانی، جولیان سندز، جان ریس-دیویس، آنتونی وانگ، کریستی چانگ و نیکلاس تسه بازی کردند.

## خلاصه داستان
کارآگاهی هنگ کنگی به نام «ادی چانگ» (جکی چان)، مدال اسرارآمیزی را از پسر بچه ای می گیرد و صاحب قدرت های ابر انسانی می شود. او حالا باید با یکی از بی رحم ترین تبهکاران اروپایی به نام «اسنیکهد» (جولیان سندز) که پسر بچه را ربوده و به دنبال مدال است مبارزه کند.